# KarriereKanonen
Karrierekanonen er et radioprogram, der handler om talentudvikling og passion for ny dansk musik. Det er på en gang et community og en årlig konkurrence for upcoming sangere og bands, der gerne vil ud med deres musik.  
For at deltage i konkurrencen, skal man uploade sin musik til KarriereKanonens hjemmeside.
Hvert år udvælges en række kunstnere, der kommer igennem et talentudviklingsforløb, og som bliver tilbudt spillejob på SPOT Festival og Smukfest. I sidste ende bliver tre udnævnt som vindere af KarriereKanonen. Vinderne modtager et længerevarende skræddersyet talentforløb via Bandakademiet, festivaljob på Smukfest, og når de er klar til det, får de airplay på P3 og P6 Beat.   
Bag KarriereKanonen står DR, Bandakademiet og Smukfest.
The Minds of 99, Vild $mith, Djämes Braun og Magtens Korridorer er blandt nogle af de bands og musikere, der har vundet Karrierekanonen gennem årene.

## 2002
I 2002 blev følgende 12 kunstnere udvalgt:
Monopol, Sterling, Janne Mark, Anders Østerlund, Osman Slot, Ligusterlogik, P4, Klondyke, Ørenlyd, Popfilter, Thomas Heide, Eskild Dohn og Martin Høybye.

## 2003
I 2003 blev følgende 6 kunstnere udvalgt:
Johnny Deluxe, Karoline Hausted, Phillip, Sange I Stereo, Tilt og Tue West.

## 2004
I 2004 blev følgende 6 kunstnere udvalgt:
Rasmus Nøhr, Stuen til højre, Alias (Ronnie Junker), Coolsville, Iben Lund og Hystereo.

## 2005
I 2005 blev følgende 6 kunstnere udvalgt:
Organiseret Riminalitet, Indenrigs, Marie Key Band, Jung/Lübbers, Sticky og Magtens Korridorer.

## 2006
I 2006 blev følgende 6 kunstnere udvalgt:
Morten Dahl, Toe Thomas Køie, Peter Max, Haven Morgan, Oberst og Claes Sønderriis.

## 2008
I 2008 blev følgende 50 kunstnere udvalgt til semifinale ud af 1800 bidrag:
Adel, ALX, Annasaid, Ballistophonic, Birk Storm, Blake, Casper Skovgaard, Cocks Don't Cry, COMBO, Death Valley Sleepers, Don't Go To New York, Down By Diamonds, Dreamjockey, Envelope, Fabula Beat, Fayns, Firehouse feat. Lady Smita, Hannah Schneider, Ida Østergaard, Jóan Petur, Jonas Dahl, Karambolàge, La Champville, Locobrigida, Lunsh, Maria Sita, Mark Merek, Marshmallow Kisses And Candy Apples, Martin Sundstrøm, Mette Mavro, Mikkel Mund, Mount Something, My Getaway In Audio, Neon Machine, Nerdsville, Next To Beluga, Niepoort, Puto Diablo, Riffelsyndikatet, Ruined By Martin, Soft Charlie, Song To The Siren, Tenderloud, The Cocker Spaniel Club, The Driver's Broken Bone, The Fruitcake Divertion, The JJ 100's, Transmission Low, Xenia og Æble P.
De 3 endelige vindere blev: Birk Storm, Firehouse feat. Lady Smita og Ida Østergaard.

## 2009
I 2009 blev 37 bands udvalgt: * Annasaid * Artificial Brothers * Asle Bjørn * Bodebrixen * Cherry Overdrive * Clash of you and ME * Copyfokking * Croisztans * Ditte Mellson * Emily & The Orgasm Addicts * Fantom * Farven Fornem * Hymns From Nineveh * Kings of Dark Disco * Kittyscope * Leonora * Let Me Play Your Guitar * Little Yells A Lot * M-Cnatet * Mego * Must Go Radio * My Evil Twin * Natten * Naughty Nites * Non+ * Opgang F * Riffelsyndikatet * Roxy Joules * Rubberhead Bandits * Scamp * Shotgun Revolution * Silver Gleaming Sound Machine * Tako Lako * The Olympics * The Spy In The Mes * Vampire Blow * We Go Ego
Vinderne blev :The Olympics, Non+, The Rubberhead Banditz og Leonora.

## 2010
I 2010 blev følgende 24 bands udvalgt: The Kites, Bye Dubai, Soffie Viemose, IGNUG, Hunch Bettors, Mont Oliver, Mescalin Baby, Kandy Kolored Tangerine, Barbara Moleko, Soluna Samay, A Mothers Voice, Black Tongue, Dafuniks, Peacefull James, Lastbandalive, Specs & Suni, UpUpDown, SigMitNavn, SupaJan, Debutans Club, Spitzenklasse, Anna Teuila, Anders Rask
De endeligt udvalgte blev: IGNUG, Hunch Bettors og Mescalin Baby.

## 2011
I 2011 blev følgende 24 bands udvalgt: Dangers of the Sea, Life of a Racehorse, Inouwee, Airbreak, Kites & Komets, Undarlegur, The Twilight Dogs, Sakaris, Laura Drescher, The Bang Bang Brain, In Memoirs, Raised Among Wolves, The Eclectic Moniker, From Sarah, Tumbleweed Orchestra, Why Don't We Love Lucy, Mavourneen (Machine), Wake me for Coffee, Jonas Smith, Dorias Baracca, Klara H., Speak the King's, Boho Dancer
De endeligt udvalgte blev: 
Kites And Komets, Boho Dancer og The Eclectic Moniker.

## 2012
I 2012 blev følgende 14 bands udvalgt: Astro Fall, Jackstones, Talk To Iona, Kaliber, Emil Falk, Genus, Pranksters, Benal, Ulrikke, Hans and the white elephants, Dance with dirt, Marlequin, Djämes Braun og You.You.You. 
De endelige 3 udvalgte kunstnere var:
Dance with Dirt, Kaliber og Djämes Braun.

## 2013
I 2013 deltog over 1300 bands - en stigning på 44% ifht. 2012. Følgende 12 blev udvalgt: Vild $mith, Amin Karami, Nordpå, City Syd, Kinck, Helmet Compass, The Minds of 99, Dead Young Oaks, Dean Thompson, Kejthåndet, Camilo & Grande og Ilang.
Vinderne blev:
The Minds of 99, Amin Karami og Vild $mith.

## 2014
De 12 udvalgte i 2014 var: In Lonely Majesty, Kristian Warren, Ann See, The Attic Sleepers, Sonja Hald, For Akia, Xolo Island, Keep Camping, I'll Be Damned, König, Phenix og De Danske Hyrder. 
Vinderne blev: Sonja Hald, Keep Camping og For Akia.

## 2015
De 11 udvalgte i 2015 var: Paper Cranes, Faunea, We Are The Way For The Cosmos To Know Itself, Nick Sway, Katinka, Klub 27, Vampire Blow, ZANNO OTIS, Beats to Blanca, Bye Barat og optaget. Det 12. navn blev udvalgt gennem en afstemning, hvor Oliver Blank vandt den sidste plads. 
Vinderne blev: Nick Sway, Klub 27  og Katinka.

## 2016
De 12 udvalgte i 2016 var: Dør nr. 13, Vi Leger Musik, Good Intentions, Nikoline, Lærke Emilie, F.M.K, k-Phax, Hovedløs, oSIX, Perfect Plush, Kawn og De Forbandede.
Vinderne blev: Dør nr. 13, k-Phax og Lærke Emilie.

## 2018
Hiphop-duoen Ravi Kuma blev udpeget på Smukfest i 2018.

## 2019
Vinderne var Patina og Høker. 

## 2020
Dette år vandt føl som og såforsatan. 

## 2021
Pil og marcus.wav vandt KarriereKanonen i 2021.

## 2022
Vinderne var Dillistone og USSEL 

## 2023
Vinderne blev dahlin og Kris 

## 2024
Ved finalen i 2024 vandt hun_sagde og Dupont 